# فدراسیون پهلوانی و زورخانه‌ای جمهوری اسلامی ایران
فدراسیون زورخانه ای و کشتی پهلوانی جمهوری اسلامی ایران یک مؤسسه عمومی غیردولتی و دارای شخصیت حقوقی در ایران است که امور مربوط به توسعه همگانی و ترویج رشته های ورزش زورخانه ای، کشتی پهلوانی و هنر مرشدی در ایران و سایر نقاط جهان را با کمک ظرفیت های ملی همچون کارشناسان و خبرگان این رشته ملی، آیینی و ایرانی را دستور کار خود دارد.